# Loris Brogno
Loris Brogno (Charleroi, 18 september 1992) is een Belgisch voetballer van Italiaanse afkomst die bij voorkeur als aanvaller speelt. Sinds augustus 2021 speelt hij bij Zira FK in Azerbeidzjan.

## Spelerscarrière

### Jeugd
Brogno sloot zich op 4-jarige leeftijd aan bij het Henegouwse RA Marchiennoise des Sports. Hij doorliep er 6 jaar lang de jeugdreeksen alvorens de overstap te maken naar het naburige Sporting Charleroi. Op dat ogenblik was zijn vader Dante Brogno actief als hulptrainer van het eerste elftal. De linksvoetige aanvaller werd bij Charleroi verder opgeleid en maakte in 2010 de overstap naar het eerste elftal.

### Sporting Charleroi
In het seizoen 2010/11 maakte Brogno zijn debuut op het hoogste niveau. Op 23 maart 2011 mocht hij van de Hongaarse trainer László Csaba invallen in een competitiewedstrijd tegen Cercle Brugge. Hij verving in die partij na 57 minuten ploeggenoot Massimo Bruno. De Zebra's verloren uiteindelijk met 0-3.
Charleroi sloot het seizoen af als laatste en degradeerde. De club wisselde voortdurend van trainer en Brogno kreeg amper speelkansen. Enkel in de beker mocht hij een keer meespelen.

### OH Leuven
In januari 2012 tekende Brogno een contract bij toenmalig eersteklasser Oud-Heverlee Leuven. Bij die club speelde in het verleden ook zijn oom en oud-international Toni Brogno. Aanvankelijk kreeg de jonge aanvaller weinig speelminuten, maar toen de club zich van het behoud verzekerde, mocht hij toch zijn kans grijpen. Op 21 maart 2012 scoorde hij zijn eerste doelpunt. OHL versloeg Sint-Truidense VV met 3-1, Brogno tikte in de slotfase het laatste doelpunt binnen.

### Lommel United
Brogno werd uitgeleend aan Lommel United in het seizoen 2013/14.

### RAEC Mons
Brogno speelde een seizoen voor RAEC Mons in 2014/15.

### Sparta
Hij tekende in juni 2015 een contract tot medio 2017 bij Sparta Rotterdam, dat hem overnam van RAEC Mons. In deze verbintenis werd een optie voor nog een seizoen opgenomen. Brogno won in het seizoen 2015/16 met Sparta Rotterdam de titel in Jupiler League, waardoor de club uit Rotterdam-West na zes jaar terugkeerde in de Eredivisie. Op 12 december 2016 maakte Sparta bekend dat het contract van Brogno met een jaar was verlengd. De Rotterdamse club lichtte de optie in zijn overeenkomst en legde hem daarmee tot 2018 vast.

### KFCO Beerschot Wilrijk
In mei 2018 ondertekende Brogno een contract bij tweedeklasser KFCO Beerschot Wilrijk.

### Zira FK
In augustus 2021 tekende Brogno een contract bij Zira FK in Azerbeidzjan tot medio 2023.

## Clubstatistieken
| Competitie      | Seizoen         | Club                | Competitie | Competitie | Play-off | Play-off | Beker | Beker | Totaal | Totaal |
| Competitie      | Seizoen         | Club                | Wed.       | Dlp.       | Wed.     | Dlp.     | Wed.  | Dlp.  | Wed.   | Dlp.   |
| --------------- | --------------- | ------------------- | ---------- | ---------- | -------- | -------- | ----- | ----- | ------ | ------ |
| Eerste Klasse   | 2010-2011       | Sporting Charleroi  | 1          | 0          | 0        | 0        | 0     | 0     | 1      | 0      |
| Tweede klasse   | 2011-2012       | Sporting Charleroi  | 0          | 0          | 0        | 0        | 0     | 0     | 0      | 0      |
| Eerste Klasse   | 2011-2012       | Oud-Heverlee Leuven | 6          | 1          | 0        | 0        | 0     | 0     | 10     | 1      |
| Eerste Klasse   | 2012-2013       | Oud-Heverlee Leuven | 7          | 0          | 1        | 0        | 1     | 0     | 9      | 0      |
| Tweede Klasse   | 2013-2014       | → Lommel United     | 29         | 7          | 0        | 0        | 2     | 0     | 31     | 7      |
| Tweede Klasse   | 2014-2015       | RAEC Mons           | 31         | 8          | 0        | 0        | 1     | 0     | 32     | 8      |
| Jupiler League  | 2015-2016       | Sparta Rotterdam    | 35         | 16         | 0        | 0        | 2     | 1     | 37     | 17     |
| Eredivisie      | 2016-2017       | Sparta Rotterdam    | 22         | 7          | 0        | 0        | 5     | 1     | 27     | 8      |
| Eredivisie      | 2017-2018       | Sparta Rotterdam    | 13         | 1          | 0        | 0        | 1     | 0     | 14     | 1      |
| Eerste Klasse B | 2018-2019       | Beerschot-Wilrijk   | 10         | 0          | 3        | 1        | 2     | 0     | 15     | 1      |
| Eerste Klasse B | 2019-2020       | Beerschot-Wilrijk   | 6          | 0          | 0        | 0        | 2     | 2     | 8      | 2      |
| Carrière totaal | Carrière totaal | Carrière totaal     | 160        | 40         | 4        | 1        | 16    | 4     | 180    | 45     |

## Privé
Brogno is een zoon van Dante Brogno en de neef van Toni Brogno, beide oud-voetballers. Toni Brogno speelde tussen 2006 en 2008 ook voor OHL.